# Maximilian Joseph Schmitt
Maximilian Joseph Schmitt (* 5. November 1834; † 6. Juni 1889) war ein deutscher Jurist und Mitglied des Preußischen Abgeordnetenhauses.

## Leben
Nach seinem Studium der Rechtswissenschaften war Maximilian Joseph Schmitt im bayerischen Justiz- und Verwaltungsdienst beschäftigt und zuletzt Amtsgerichtssekretär in Batten im Landkreis Fulda, das bis 1866 zum bayerischen Bezirksamt Gersfeld gehörte. Nach dem Deutschen Krieg musste Bayern das Gebiet an Preußen abtreten.
1889 erhielt Schmitt aus dem Wahlkreis Kassel 1 (Hünfeld-Gersfeld) ein Mandat für das Preußische Abgeordnetenhaus.
Dieses wurde 1848 durch die Preußische Verfassung eingerichtet und war bis 1918 die Zweite Kammer des Preußischen Landtags.